# Xiển Bột
Xiển Bột hay Xiển Ngộ là một nhân vật dân gian được cho là có thật, tên là Nguyễn Xiển, sống ở cuối thời phong kiến của Việt Nam, tại làng Hoằng Bột, nay là xã Hoằng Lộc, huyện Hoằng Hóa, Thanh Hóa. Ông được cho là hậu duệ của Trạng Quỳnh (chắt của Trạng Quỳnh), tương truyền khi mới sinh ra, Xiển mặt vuông chữ điền, tai to như tai phật, mồm rộng, mắt sáng. Người ta gọi Xiển là Xiển Bột vì quê Xiển ở làng Hoằng Bột, ông sống bằng nghề làm thuốc.
Xiển Bột nổi tiếng trong dân gian vì những câu chuyện cười dí dỏm, châm biếm đả kích vào những thói xấu của xã hội, những quan lại, cường hào chuyên hiếp đáp dân lành. Những câu chuyện hài hước được kể lại cho thấy ông không những trừng trị bằng trí tuệ đối với các đối tượng quan lại, cường hào mà thậm chí còn hí lộng đến cả người lãnh đạo cao nhất là nhà vua.

## Một số giai thoại tiêu biểu

### Trả lời vua
Đồn rằng có một lần vua ngự tuần ra Thanh Hóa. Nghe nói con cháu Trạng Quỳnh vẫn còn, vua bèn cho đòi đến. Xiển vâng lệnh tới hầu. Vua hỏi: Trước khi Trạng Quỳnh chết có trối trăng lại điều chi không? Xiển đáp rằng Trạng có trăn trối một câu nhưng không dám nói, vua gặng hỏi, Xiển từ chối, đến cuối cùng Xiển mới thưa: 
| “ | Tâu hoàng thượng, ông tôi kể lại rằng: Trước khi cố tôi nhắm mắt, con cháu xúm xít quanh giường hỏi cố tôi có dặn con cháu điều chi không. Nhưng cố tôi không trả lời. Con cháu không yên tâm, cứ gặng hỏi mãi, cố tôi chỉ quát lên một câu: "Hỏi cái mả cha bay hay sao mà hỏi mãi rứa?", rồi tắt thở | ” |

### Tứ chứng nan y
Xiển làm thuốc. cho nên vua thường mời vào kinh chữa bệnh. Một hôm, Xiển vào thăm vua vì nghe nói vua mắc phải bốn bệnh hiểm nghèo mà sách gọi là "tứ chứng nan y". Và Xiển cho biết tứ chứng nan y đó là què, mù, câm, điếc. Vua nổi giận vấn hỏi, Xiển Bột đáp rằng là có nguyên do vì:
| “ | Thiên hạ thấy Hoàng thượng suốt năm chỉ quanh quẩn trong cung điện nên họ lầm tưởng là ngài què. Nước sắp mất mà Hoàng thượng vẫn ung dung vui thú, nên họ lầm tưởng là ngài mù. Trước cảnh núi sông bị quân giặc giày xéo mà Hoàng thượng cứ ngồi im, nên họ tưởng là ngài câm. Khắp nơi người ta đều kêu Hoàng thượng là kẻ hèn yếu, khiếp nhược nhưng ngài vẫn làm ngơ ký hòa ước hàng giặc, nên họ lầm tưởng là ngài điếc | ” |

Vua biết Xiển chửi mình, tức uất người nhưng không đủ lý lẽ để bắt tội được.

### Xin tiền tổng đốc
Khi thi hỏng, Xiển và các bạn đồng môn ngồi buồn bàn luận. Mọi người biết Xiển có tài ứng đối, thách Xiển vào xin tiền quan tổng đốc. Bây giờ tổng đốc Thanh Hóa khét tiếng là một người hiếu sát. Xiển nhận lời và một buổi sáng đến quỳ trước công đường xin quan tổng đốc dùng một gươm chém chết vì lý do là học trò thi hỏng, nhà lại nghèo, nghiệp đèn sách chẳng ra sao, nghĩ tủi thân hổ phận chả muốn sống nữa. Quan bảo rằng:"Nếu học trò học giỏi mà hỏng thi thì cũng còn đáng thương. Nếu dốt mà hỏng lại đòi chết thì chết cũng đáng đời. Vậy hãy ứng khẩu một bài thơ lấy đề là "điên cuồng ngu ngộ" ta xem." Xiển vâng lời, ứng khẩu đọc một hơi, mối câu có một trong bốn chữ của đầu đề:
Cao Tổ điên hào kiệt
Võ Đế ngộ thần tiên.
Tặng Điểm cuồng thiên địa
Nhan Tử ngu thánh hiền
Nghe nói xong, quan biết Xiển có ý xỏ ngọt mình, song thấy Xiển là kẻ xuất khẩu thành chương, kính điển lau làu, văn thơ hàm súc, tỏ ra là người học thức rộng, lại có khí phách, liền thưởng cho ba chục quan tiền và bảo lui về. Thế là từ đó, ngoài cái tên Xiển Bột còn có một cái tên nữa là Xiển Ngộ.

### Chửi quan
Có một ông quan án Tên là Nguyễn Văn Tiêu (hay còn gọi là Án Tiêu) về quê ngoại là làng Yên Lược ăn giỗ. Ông ta bắt dân làng phải dọn dẹp đường sá sạch sẽ, mang cờ quạt đón rước thật long trọng. Mọi người phải quét đường làng, phát quang cây cối.
Khi gà gáy, Xiển dậy lấy cứt chó đem ra đường cái, cứ cách một quãng bỏ một bãi, bãi nào cũng cắm một quả ớt lớn (ở Thanh Hoá gọi ớt là hạt tiêu). Sáng ra, khi mọi người kính cẩn đón rước quan án Tiêu, Xiển vác cờ đi trước, cứ hễ trông thấy bãi cứt chó có cắm quả hạt tiêu, ông lại chửi: "Tổ cha đứa nào ỉa ra tiêu". Quan án Tiêu nằm trong cáng nghe tiếng chửi, biết là Xiển chửi mình nhưng không đủ lý do để bắt bẻ, đành gọi bọn lý hương lại, quở trách không chịu đôn đốc dân phu quét dọn đường sá cho sạch và bảo chúng truyền lệnh rằng: "Quan huyện trong người khó ở, mọi người không được to tiếng, ồn ào!"

### Vả miệng quan
Có một viên quan huyện hay nịnh hót quan trên để chóng được thăng quan tiến chức. Một trong những viên quan hắn thường bợ đợ là quan án Nguyễn Văn Tiêu, tục gọi là Án Tiêu. Để nịnh quan thầy, hắn ra lệnh cho dân làng huyện không ai được nói đến tiếng "tiêu", ví dụ như hạt tiêu thì phải nói là hạt ớt v.v... và hễ ai thấy người nào trái lệnh thì được phép vả vào mồm ba cái thật đau, rồi đem trình quan trị tội.
Một hôm, Xiển mang một ít quần áo rách mướp xin vào bái quan và thưa là nhà nghèo quá, gia tài chỉ còn một ít quần áo rách, nhờ quan cầm hộ cho lấy ít tiền về làm vốn sinh nhai. Tức thì quan giận mắng mỏ, Xiển thưa rằng "xin ngài thương kẻ học trò nghèo túng này, không gì cũng mang danh là người quân tử..." Quan cướp lời: "Quân tử gì mày! Đồ quân tử cùng quân tử cố!" Xiển đối lại: "Khổng Minh túng Khổng Minh cầm!".
Hai câu đối đáp trên đã làm thành đôi câu đối hay. Quan phục tài Xiển, thưởng cho một quan tiền, nhưng lại chọn cho cái thứ tiền chôn giấu dưới đất lâu ngày bị han rỉ hết cả. Xiển đỡ lấy quan tiền, cầm một đồng dằn mạnh xuống đất, tiếng kêu nghe cành cạch, rồi nói: Bẩm quan, tiền này không "ớt" được ạ!. Quan vô tình mắng: Mày điên à! Tiền này mà không tiêu được ư?
Chỉ chờ có thế, Xiển liền vả cho quan ba cái tát vào mồm. Quan hô lính bắt trói. Xiển ngăn lại nói: "Chắc ngài vẫn chưa quên cái lệnh kiêng nói tiếng "tiêu" mà quan án ngài mới ban ra. Tôi làm vậy cũng chỉ là thi hành cái lệnh ấy của ngài mà thôi!".

### Quan đấy
Ở Thanh Hóa, cứ gần tết Nguyên đán, viên tri phủ Hoằng Hóa cùng vợ đi chợ tết. Từ phủ ra chợ Bút Sơn rất gần, nhưng vốn tính hách dịch, quan phủ bắt lính cáng ra tận cổng chợ và mang theo hai cái lọng xanh che. Xiển Bột lúc này còn nhỏ, rất ghét quan. Xiển mang một con chó con đi chợ, nhưng không bán, cứ ôm ở trước bụng, lúc thì chen đi trước quan, lúc thì lùi lại đi sau quan. Thấy Xiển mang chó, ai cũng tưởng Xiển mới mua, liền hỏi: "Chó bao nhiêu?" Xiển trả lời: "Quan đấy!"
Quan phủ biết thằng bé ôm chó chửi xỏ mình, cho lính bắt lại hỏi. Xiển đáp: "Bẩm quan, nhà con muốn nuôi một con chó con để dọn cứt cho em, nên bố mẹ con bảo con đi mua". Quan hỏi Xiển là con cái nhà ai, Xiển trả lời là chắt cụ Trạng Quỳnh. Quan hỏi: "Đã là chắt cụ Trạng tất phải hay chữ. Thế mày có đi học không?" Xiển đáp: "Bẩm quan, con là học trò giỏi nhất vùng này ạ, quan lớn không đi học nên không biết đó thôi."
Quan thấy Xiển vẫn tìm cách xỏ mình, quan nổi giận và ra câu đối bắt phải đối, nếu không đối được thì sẽ bị đánh đòn. Quan đọc câu đề: "Roi thất phân đánh đít mẹ học trò".
Xiển hỏi thêm quan có cho phép dùng các cặp đối như "Roi" đối với "lọng", "đít" đối với "đầu", "mẹ" đối với "cha", quan đồng ý và quát Xiển phải đối. Xiển liền đối: "Lọng bát bông che đầu cha quan lớn!". Quan không ngờ Xiển lại dám chửi mình một lần nữa, để chữa thẹn, quan lấy giọng bề trên mắng Xiển qua loa một vài câu, rồi quát bảo lính hầu sửa soạn ra về.

### Thằng Tri huyện
Một hôm, làng Hoằng Bột theo lệnh quan phải ăn mặc chỉnh tề để đi đón quan huyện Lê Kim Thằng về làng hiểu dụ, Xiển liền vào buồng ông nội lấy trộm chiếc áo thụng đỏ mặc vào, rồi đi thẳng ra đình, giả vờ chạy đi chạy lại lăng xăng ngay trước mặt quan huyện. Quan hỏi, Xiển xưng tên họ và nói là học trò. Tri huyện bắt Xiển phải đối câu: "Áo đỏ quét cứt trâu". Xiển đối ngay: "Lọng xanh che đít ngựa".
Tri huyện tức giận, thấy tóc Xiển đỏ hoe vì đãi nắng lâu ngày, Tri huyện Thằng liền ra câu đối và bắt nếu không đối được sẽ đòn:
Câu đề: "Học trò là học trò con, tóc đỏ như son là con học trò".
Xiển đối tức khắc:
Câu đối: "Tri huyện là Tri huyện Thằng, ăn nói lằng nhằng là Thằng Tri huyện".
Tri huyện Thằng tức nhưng vì Xiển đối rất chỉnh, không bẻ vào đâu được, đành câm miệng.

### Hâm cứt chó
Vì là dân ngụ cư, Xiển thường bị bọn cường hào trong làng chèn ép. Để trả thù, nhân một hôm cả bọn đang họp việc làng, chè chén cãi nhau ỏm tỏi, Xiển tìm một cái nồi vỡ, bỏ vào một tí cứt người lẫn nước, đem đến chỗ đầu gió vừa đun vừa khuấy. Gió đưa mùi thối bay vào chỗ bọn cường hào đang họp. Chúng không chịu được, chạy ra quát tháo ầm ĩ. Xiển xin lỗi và phân trần: "Thưa các ông, nhà tôi có một ổ chó con trở chứng, đòi ăn cứt sốt, cho nên phải đun cho chúng một ít." Lý trưởng trừng mắt hỏi: "Ai bảo chú làm thế?"
Xiển đáp: "Thưa các ông, người ta thường nói: "Lau nhau như chó đau tranh cứt sốt". Thấy người ta nói như vậy thì tôi cũng làm như vậy thôi."